# Tenjochiki 1st Live Tour Dear...
Tenjochiki 1st Live Tour 2009 ~Dear... là tour diễn đầu tiên của Tenjochiki The Grace tại Nhật Bản. Tour diễn được tổ chức tại 4 thành phố bao gồm Osaka, Nagoya, Fukuoka và Tokyo. Vì chấn thương lưng của Stephanie nên cô không thể tham gia tour diễn này theo lời chỉ định của bác sĩ của cô. Chỉ có 3 thành viên Dana, Sunday và Lina tham gia tour diễn này. Nhóm nhạc đàn anh cùng công ty Tohoshinki cũng có một màn xuất hiện đặc biệt trong tour diễn tại sân khấu BIG CAT ở Osaka trước khi 3 cô gái hát ca khúc cuối cùng.

## Danh sách ca khúc biểu diễn
1. Stand Up People
2. Piranha
3. I Don't Know What To Do
4. Party
5. 少しでいいから (Sukoshi de ii kara)
6. 5 cm
7. Coming To You
8. どうして・・・ (Doushite...)
9. Near~Thoughtful~1220
10. 天上のメロディー (Tenjou no Melody)
11. My Everything
12. One More Time, OK! "Royal Mirrorball Mix"

Encore
1. Boomerang
2. 凍える太陽 (Frozen Sun)
3. Here
4. I'll Kiss You

## Lịch diễn
| Thành phố | Ngày                     | Địa điểm            |
| --------- | ------------------------ | ------------------- |
| Osaka     | Ngày 12 tháng 3 năm 2009 | Osaka BIGCAT        |
| Nagoya    | Ngày 14 tháng 3 năm 2009 | Nagoya ell.FITSALL  |
| Fukuoka   | Ngày 21 tháng 3 năm 2009 | Fukuoka DRUM Be-1   |
| Tokyo     | Ngày 24 tháng 3 năm 2009 | Tokyo Akasaka BLITZ |

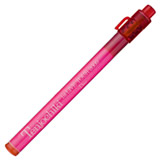
Live Tour Item ~Dear...~ Light stick
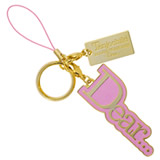
Live Tour Item ~Dear...~ Key Chain

## Các vật được sử dụng trong tour
Có một số sản phẩm được bán để dành cho các Shapley đến xem tour diễn. Ngày 3 tháng 4 năm 2009, một cuốn sách ảnh về tour diễn được phát hành bởi AVEX.
1. ~Dear...~ tour Lightstick
2. ~Dear...~ tour Towel
3. ~Dear...~ tour Key Chain